# 羡宜芳

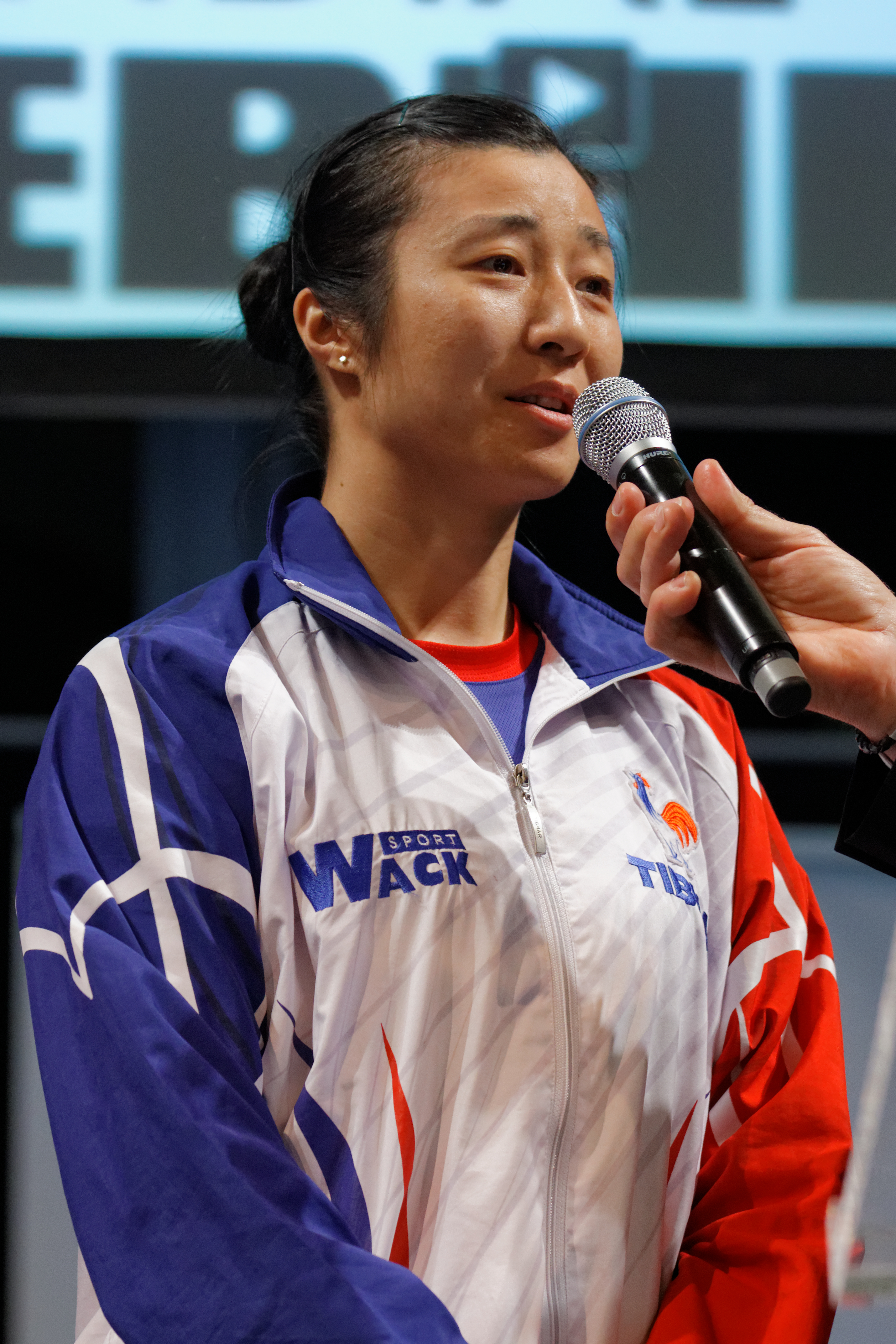
Mondial Ping 2013

羡宜芳（1977年8月20日—），出生于中国河北保定，是法国国家乒乓球队运动员。
19岁时移民法国，2005年4月获得法国国籍并代表法国参赛。2006年的不莱梅世锦赛上，在羡宜芳的带领下，法国队战胜了世界亚军香港队。羡宜芳的防守十分稳健，善于打相持球，此外进攻中也很少出现失误。
她在2008年顺利通过欧洲奥运会预选赛，是唯一一名法国乒乓球运动员 代表法国队参加了北京奥运会并通过第二轮比赛。
她在2012年顺利通过欧洲奥运会预选赛，第二次代表法国队参加了伦敦奥运会并通过第三轮比赛，进入32 强， 战胜北朝鲜世界排名32位的李明順 (乒乓球運動員)。
她在2012年欧洲乒乓球锦标赛，分别战胜了萨马拉、刘佳等高手,进入决赛获得女子单打亚军，取得法国历史上第一块国际比赛女子单打奖牌。2013年的报道时，她正在巴黎政治学院就读。